# جامعة باناراس الهندية
جامعة باناراس الهندية هي جامعة عمومية تقع في فاراناسي في الهند. أسست عام 1916. هي أكبر جامعة سكنية في آسيا حيث يصل عدد طلبتها إلى 350 ألف طالب. تقع في لائحة المعاهد ذات الأهمية الوطنية.

## الكليات

### كلية الفنون
هي أقدم كلية في هذه الجامعة، حيث يقع مقرها في وسط الجامعة تقريبا، وقد تأسست سنة 1898.

## معرض الصور

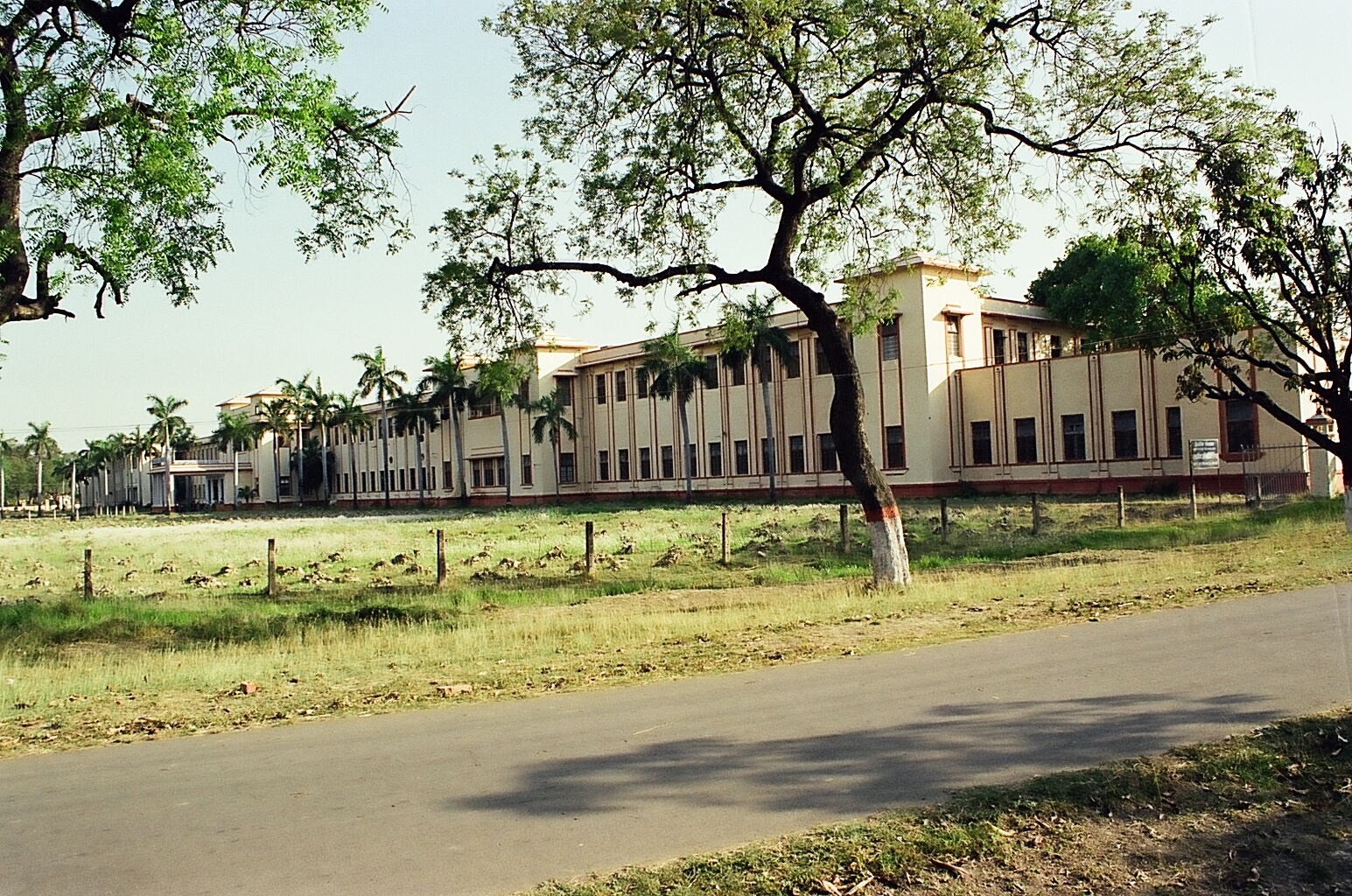
مبنى كلية الكيمياء

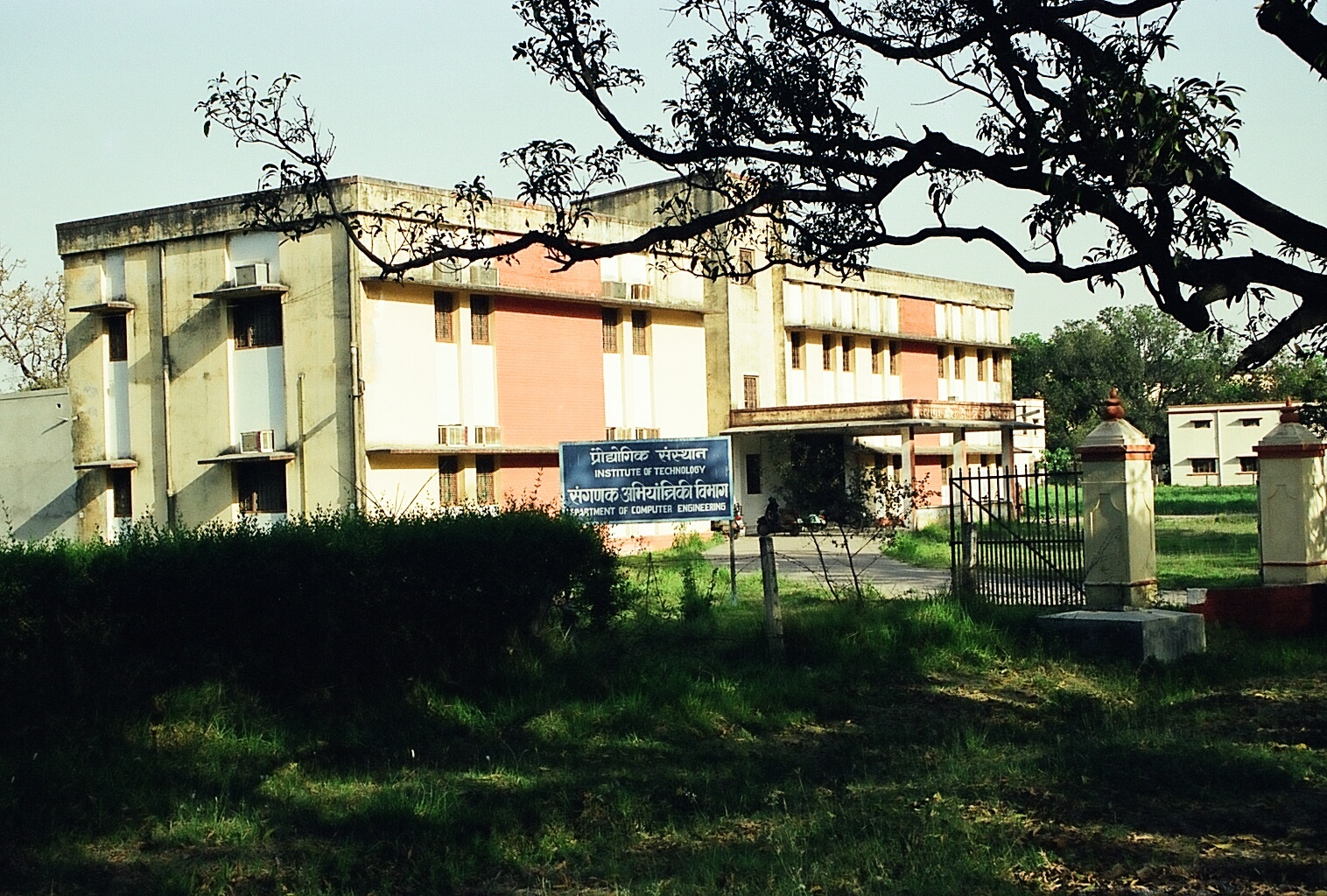
مبنى المعلوميات

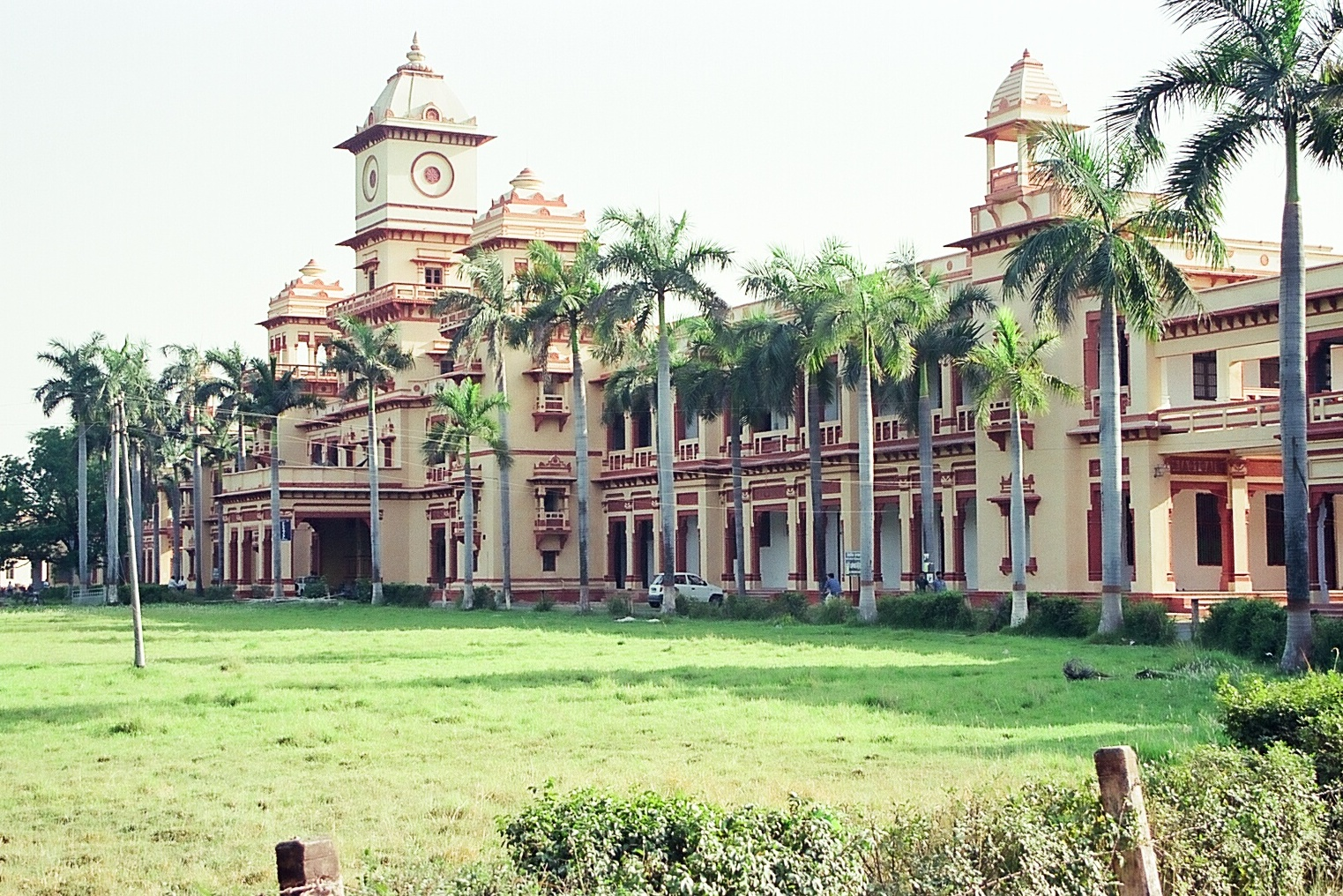
مبنى شعبة الكهرباء

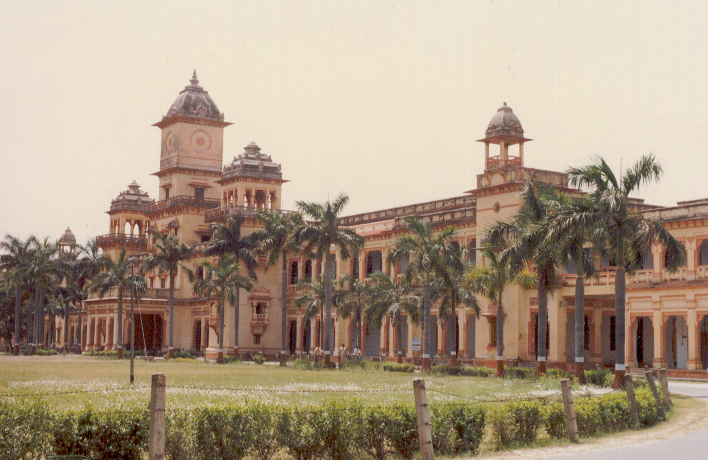
المبنى الرئيسي

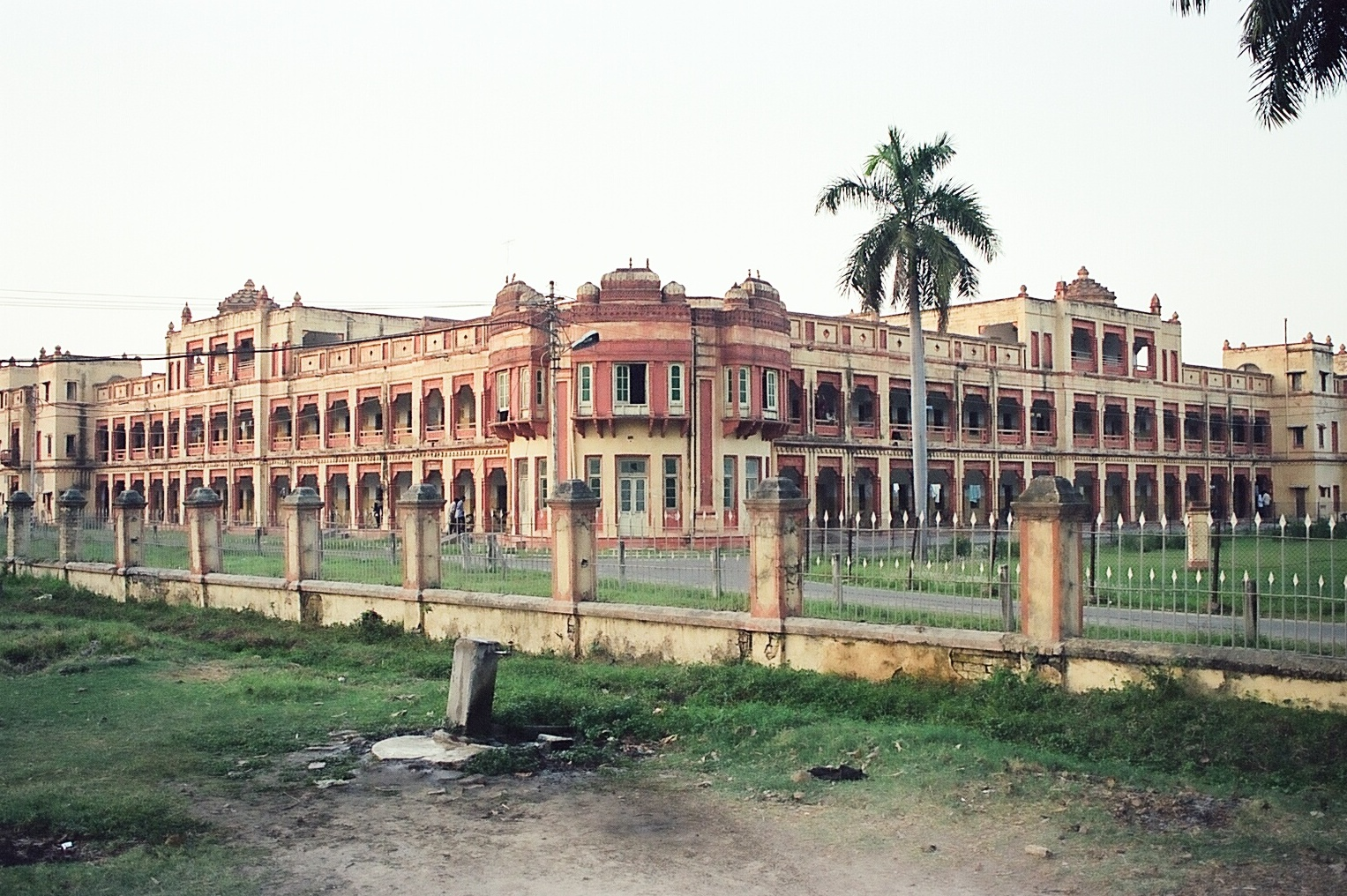
مقر إقامة الطلبة

## مراكز البحث
في الهند، يتم تدريس علم التنجيم في معظم الجامعات الهندية، حيث أن الهند هو الدولة الوحيدة التي تتواجد بها شهادة دكتوراه في علم التنجيم وذلك بعد دراسة معمقة مدتها 8 سنوات، في الحقيقة فالمادة أو العلم الذي يأخد النسبة الأكبر من اهتمام التعليم في الهند هو «علم الضوئيات» والذي يعتمد بشكل كبير على كتاب الفيدا، حيث أن النصوص المكونة للهندوسية تقوم وبنسبة كبيرة على علم التنجيم وعلم الفلك.